# Anton Walbrook

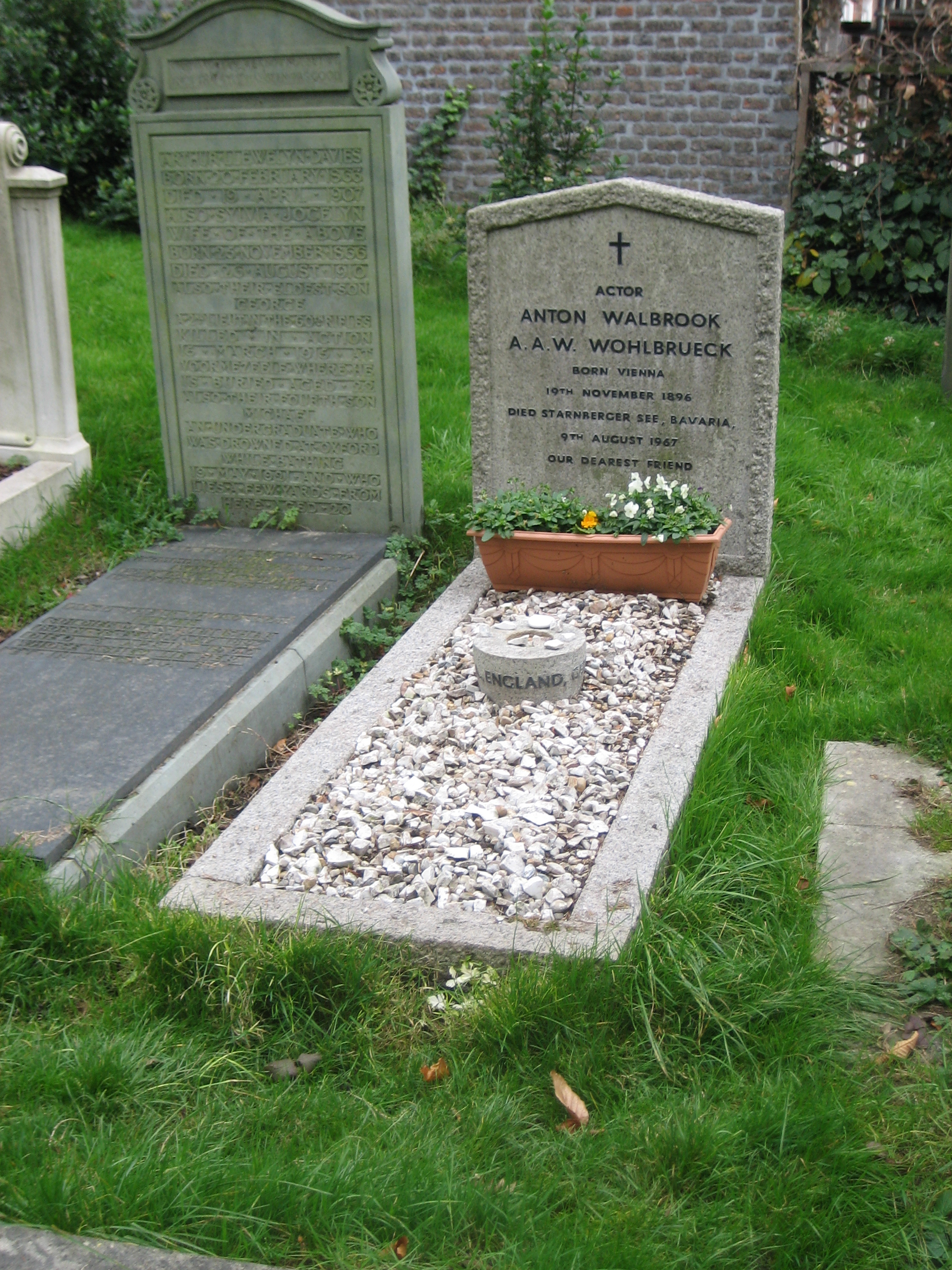
Walbrooks grav i Hampstead, London.

Adolf Anton Wilhelm Wohlbrück, mer känd för den engelskspråkiga publiken som Anton Walbrook, född 19 november 1896 i Wien, död 9 augusti 1967 vid Starnbergsjön i Bayern, var en österrikisk skådespelare.

## Biografi
Under den första hälften av 1930-talet hade Walbrook en framgångsrik karriär inom den tyska filmen, men på grund av det politiska klimatet (Walbrook var homosexuell samt judisk på mödernet) så fortsatte han från och med 1936 istället sin karriär i exil i England där han bland annat hade roller i filmer som Gasljus (1940), Det började i Berlin (1943) samt De röda skorna (1948).
Walbrook dog 1967 i Garatshausen vid Starnbergsjön i Bayern och ligger begravd vid St John-at-Hampstead Churchyard i Hampstead, London.

## Filmografi (i urval)
- 1933 – Viktor och Viktoria
- 1934 – Hennes engelska giftermål
- 1934 – Maskerad
- 1936 – Allotria
- 1940 – Gasljus
- 1943 – Det började i Berlin
- 1948 – De röda skorna
- 1949 – Spader dam
- 1950 – Kärlekens hus
- 1955 – Lola Montez – kurtisanen
- 1958 – Jag anklagar